# میا-جوکو

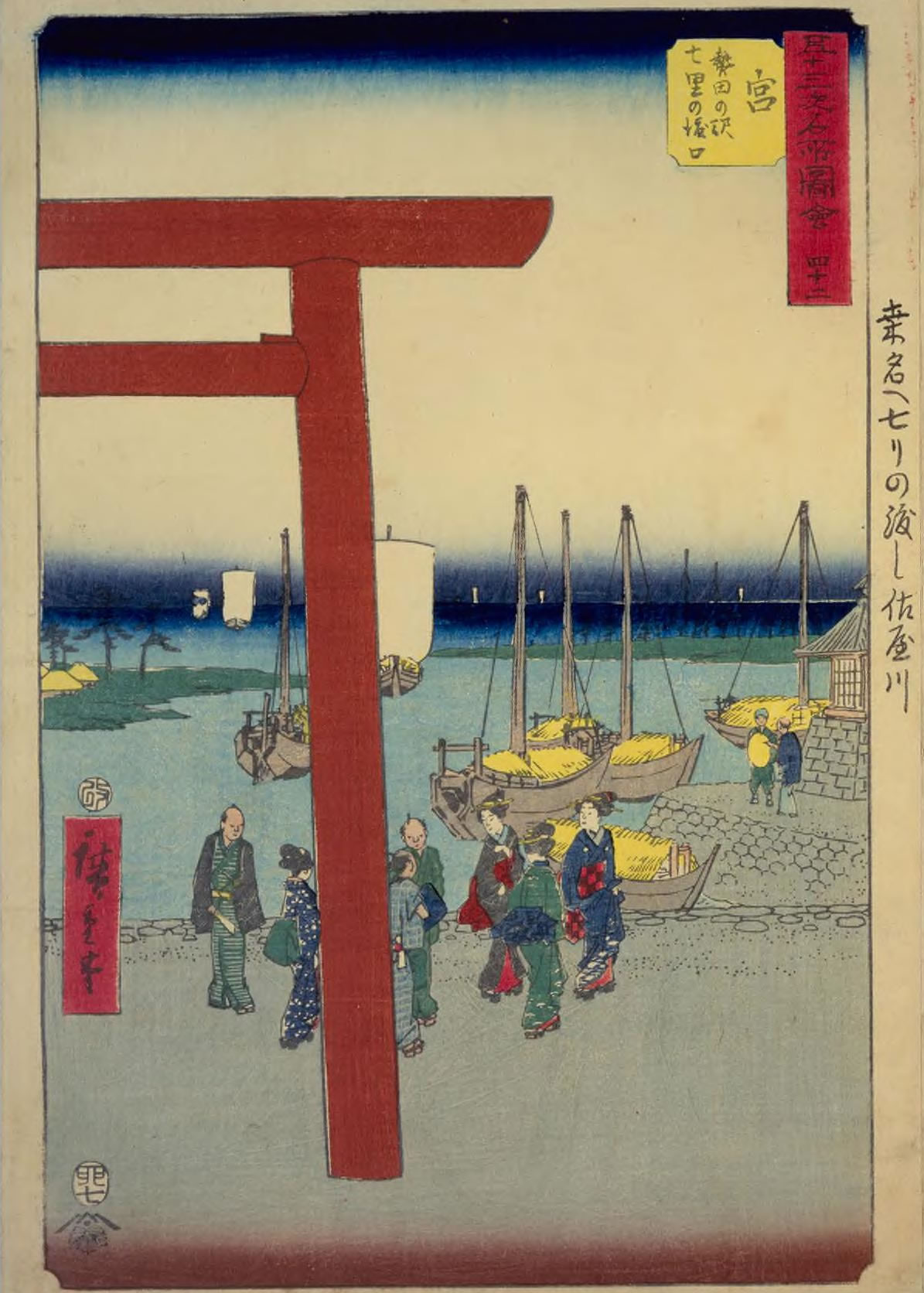
کشتی شیچیری در ایستگاه آتسوتا

میا-جوکو ((به ژاپنی: 宮宿 Miya-juku)) چهل و یکمین ایستگاه از پنجاه و سه ایستگاه توکایدو (جاده) بود. این ایستگاه در ولایت اُواری در بخشی که امروزه بنام آتسوتا-کو، ناگویا در شهر ناگویا، استان آیچی نامیده می‌شود، قرار داشت.